# トロントの地理と気候

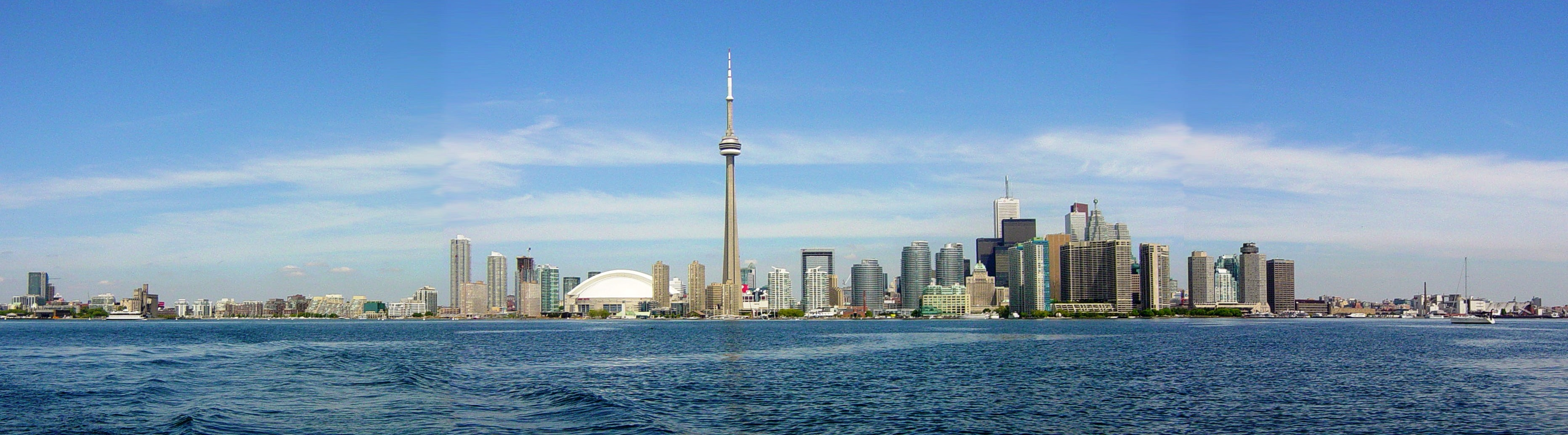
トロント港対岸から見るトロント市街

トロントの地理と気候（トロントのちりときこう）では、カナダのトロントの地理と気候について述べる。
トロントは、東京23区の面積621.49km2とほぼ同じ面積630.18km2(243.21 sq mi)を抱える。南はオンタリオ湖と、西はエトビコ・クリークとハイウェイ427号線と、北はスティールズ通りと、東はルージュ川と接している。エトビコ・クリークとルージュ川に加え、トロント西部を流れるハンバー川と、市街東部を横断しトロント港湾の端に流れ込むドン川の2つの主な川がある。その他、市内には数多くの支流が流れている。緑の深い峡谷が広く分布しており、保護されていることから娯楽、ハイキング用のトレイル（小道）が市内に多くある。東西を走るイロコワ湖岸 (Iroquois Shoreline) が主な地形として知られ、これはスカボロの断崖 (Scarborough Bluffs) などで見られる最終氷期の時代にあったイロコワ氷河湖 (Glacial Lake Iroquois) の名残である。
トロント市は周囲にミシサガ市やブランプトン市、ボーン市、マーカム、ピカリング市と隣接している。市の境界を超えてグレータートロント(GTA)があり、これはハルトン地域やピール地域、ヨーク地域、ダラム地域を含む。
グレータートロント生態系地域 (Greater Toronto Bioregion) と呼ばれるエコシステムがあり、オンタリオ湖やナイアガラ断層、オークリッジモレインまで広がるこの地域の自然生態系の一部を成している。また、キャロライナ森林地帯 (Carolinian forest) の北限でもある。

## 気候
トロントの気候は、オンタリオ湖の影響から穏やかでロッキー山脈以東では最も温暖で降雪の少ない地域のひとつであり、年間を通して季節の変化がはっきりしている。年によって気候の変化が大きく、冬の季節が特にそうである。
GTA内でも気温や気象に違いが見られ、土地の地形や局地的な気象条件などから様々な特徴をもたらしている。オンタリオ湖の湖面の水温が冷たいか暖かいかで地域に限定された局地的な気象条件をもたらすことがあり、春から初夏にかけてよく見られる。
一般的に穏やかな気候とは冬のことを指し、気温は 5〜10℃(40〜50°F)、時にはそれ以上まで上がることもある。都心部や湖岸に面した地域では真冬でも雪のない時期がある。1月の平均最高気温は −1℃(30°F) で、通常、短い期間だが平均気温 −10〜−20℃(14〜−4°F) まで下がる。また、ときには風の強さによって体感温度は −30℃(−22°F) より寒く感じることもある。トロント・ピアソン国際空港で観測した過去最低気温は1981年1月4日に記録した −31.3℃(−24.3°F) で、この日、体感気温は −44.7℃(−48.5°F) となった。
オンタリオ湖岸の北西に位置するトロントは、オンタリオ湖南部に広がるアメリカ合衆国側のロチェスターやバッファロー、シラキュースなどの都市と比べ、湖に起因する大雪が少ない。湖の南部や東部に位置するこれらの都市は湖から吹く風の影響にさらされやすい特徴をもつ。それでもトロントでは冬の季節には通常2回以上の大雪があり、少なくとも20cmを超える積雪となる。これは通常、五大湖周辺の都市（シカゴやデトロイトなど）にも大雪を降らすコロラド低気圧("Colorado Lows")によるものである。この低気圧はオンタリオ湖の水を含んだ南西からの強い風を伴い、雪や氷あられ、氷晶雨または雨を降らせ、交通機関に大きな影響を与える。冬の平均降雪量は133cmで、他に突発的に雪を降らすタイプの低気圧として「アルバータ・クリッパー」(Alberta clipper)が知られるが、乾燥していることが多く、すぐに通り過ぎてしまう性質上、降雪量はあまりない。1999年1月13日、トロントではまれに見る大雪が降り、トロント市長はカナダ軍に救援要請を出す事態となった。1999年の大雪は12日間続き、オンタリオ湖の影響を受けて118.4cmの降雪を記録した。この1999年1月の大雪は過去200年間で最も雪が降った1月となった。1ヶ月間の降雪量としては1870年3月に記録した158.5cmがある。
夏の最高気温は 25〜32℃(77〜90°F) で、中程度から高い湿度を伴う。32℃ 以上の気温は少なく、38℃(100°F) の気温を超えることはまれである。夏の高温期に、高い湿度と光化学スモッグで大気の汚れが悪化した場合、健康への悪影響が懸念され、特に高齢者を始めとした人々は注意が必要となる。近代的なビルであればエアコンは設置されているがすべてに普及しているわけではなく、市内の古い地区や小さな住居には備わっていないことが多い。
近年、大気汚染が悪化しており、多くの場合、車の排気ガスとアメリカ合衆国中西部とオンタリオ州南部の重化学工業地帯から汚染された大気が流れてくることによる。2005年の夏に、光化学スモッグ注意報が52日間発令され、それまでの最高28日間（2001年）を大きく上回った。州政府は州内の石炭火力発電所を段階的に閉鎖すること決めているが、実際には発電所の閉鎖は大幅に遅れており、これがひとつの要因と見る向きもある。
夏の時期、日照は十分にあるが、時折、集中豪雨（サンダーストーム）を伴う。一般的によく発生し、極めて短い時間で発生することもある。特にトロントから西部と北部の地域では、湖風の発達を含む局地循環による集中豪雨が起きやすい傾向にある。これを「湖風前線」("lake breeze front", "lake breeze thunderstorms") 現象と呼び、夏の午後に五大湖との間で特定パターンの風が吹くことによって、スコールラインが急速に発達し、夕立のような驟雨が起きる。
この嵐（ストーム）がトロント市内を通過し、豪雨をもたらすことがたびたび見られる。代表的な例に2005年8月に発生した2回の豪雨があり、このタイプのストームはしばしば大災害を引き起こしてきた。最初の例は8月2日の午後、集中豪雨の最中、エールフランスエアバスA340が着陸を試み失敗し、峡谷に突っ込んだ例がある。2度目の嵐は8月19日の午後に発生し、1000年に一度と言われるほどの豪雨となり、市内北部に183mmの雨が数時間の間に降り注いだ。51年間で最悪の洪水とされ、たくさんの道路と橋が水に浸かり、下水と浸水被害による保険金請求額は5億カナダドル以上に上った。主な大通りのひとつフィンチ通りはブラック・クリークの洪水で完全に浸水し流され、7mにもなる深い穴ができる被害を受けた。そのため、道路の完全普及には半年以上を要した。
このような自然災害による大きな出来事は地球温暖化や都市化のほか、ヒートアイランドの影響を受け、今後より多く発生するのではないかという見方が強くなっている。
ピアソン空港での観測データから過去15年間の年平均気温と1997-2000年の30年間の年間平均気温を比較すると 0.85℃(1.5°F) 上がっており、夜間の気温上昇が目立つ。1997-2006年の10年間の平均最低気温は同30年間の平均と比べ短い期間にもかかわらず 1.7℃(3°F) も上昇している。ピアソン空港とトロント市街地の観測データをもとに、ここ10年間を見ると平年より明らかに高い数値が出ており、ピアソン空港では1998年（この年、年平均で過去最高を記録）から2006年までの84ヶ月間で平均気温を下回った月はわずか3ヶ月しかない
。
春と秋の季節は晴れ間が広がる乾燥した日と雨の日とを繰り返し、夏と冬の期間に比べ短い。夜は一般的に冷え込むが、都心部で霜が下りることはほとんどない。初春と晩秋では降雪の可能性があるもの、すぐに解けることが多い。この時期、気団が不安定であることから短い期間で上限 30℃ までの気温差が見られることもある。
トロントで記録した過去最高気温は 41℃(105°F) で1936年の7月7日から7月9日までの3日連続で記録した。過去最低気温は −33℃(−25°F) で1859年1月1日に記録した。

### トロントの月平均気温・降水量
| 気温                                                                      | 気温                                                                      | 気温                                                                      | 気温                                                                      | 気温          | 気温          | 気温          | 気温          | 気温          | 気温          | 気温          | 気温          | 気温           |
| 月                                                                        | 1月                                                                       | 2月                                                                       | 3月                                                                       | 4月           | 5月           | 6月           | 7月           | 8月           | 9月           | 10月          | 11月          | 12月           |
| ------------------------------------------------------------------------- | ------------------------------------------------------------------------- | ------------------------------------------------------------------------- | ------------------------------------------------------------------------- | ------------- | ------------- | ------------- | ------------- | ------------- | ------------- | ------------- | ------------- | -------------- |
| 過去最高気温 ℃ (°F)                                                       | 16.1 (61)                                                                 | 14.4 (58)                                                                 | 26.7 (80)                                                                 | 32.2 (90)     | 34.4 (94)     | 36.7 (98)     | 40.6 (105)    | 38.9 (102)    | 37.8 (100)    | 30.0 (86)     | 23.9 (75)     | 19.9 (68)      |
| 平均最高気温 ℃ (°F)                                                       | −1.1 (30)                                                                 | −0.2 (32)                                                                 | 4.6 (40)                                                                  | 11.3 (52)     | 18.5 (65)     | 23.5 (74)     | 26.4 (80)     | 25.3 (78)     | 20.7 (69)     | 13.8 (57)     | 7.4 (45)      | 1.8 (35)       |
| 平均気温 ℃ (°F)                                                           | −4.2 (24)                                                                 | −3.2 (26)                                                                 | 1.3 (34)                                                                  | 7.6 (46)      | 14.2 (58)     | 19.2 (67)     | 22.2 (72)     | 21.3 (70)     | 17.0 (63)     | 10.6 (51)     | 4.8 (41)      | −0.9 (30)      |
| 平均最低気温 ℃ (°F)                                                       | −7.3 (19)                                                                 | −6.3 (21)                                                                 | −2.0 (28)                                                                 | 3.8 (39)      | 9.9 (50)      | 14.8 (59)     | 17.9 (64)     | 17.3 (63)     | 13.2 (56)     | 7.3 (45)      | 2.2 (36)      | −3.7 (25)      |
| 過去最低気温 ℃ (°F)                                                       | −32.8 (−27)                                                               | −31.7 (−25)                                                               | −26.7 (−16)                                                               | −15 (5)       | −3.9 (25)     | −2.2 (28)     | 3.9 (39)      | 4.4 (40)      | −2.2 (28)     | −8.9 (16)     | −20.6 (−5)    | −30 (−22)      |
| 降水量と日照時間                                                          |                                                                           |                                                                           |                                                                           |               |               |               |               |               |               |               |               |                |
| 月                                                                        | 1月                                                                       | 2月                                                                       | 3月                                                                       | 4月           | 5月           | 6月           | 7月           | 8月           | 9月           | 10月          | 11月          | 12月           |
| 合計降水量 mm (in)                                                        | 61.2 （2.41）                                                             | 50.5 （1.99）                                                             | 66.1 （2.6）                                                              | 69.6 （2.74） | 73.3 （2.89） | 71.5 （2.81） | 67.5 （2.66） | 79.6 （3.13） | 83.4 （3.28） | 64.7 （2.55） | 75.7 （2.98） | 71.0 （2.8）   |
| 降水量 mm (in)                                                            | 29.1 （1.15）                                                             | 26.2 （1.03）                                                             | 42.0 （1.65）                                                             | 63.2 （2.49） | 73.3 （2.89） | 71.5 （2.81） | 67.5 （2.66） | 79.6 （3.13） | 83.4 （3.28） | 64.7 （2.55） | 67.3 （2.65） | 41.9 （1.65）  |
| 降雪量 cm (in)                                                            | 38.2 （15.04）                                                            | 26.6 （10.47）                                                            | 22.0 （8.66）                                                             | 6.0 （2.36）  | 0 （0）       | 0 （0）       | 0 （0）       | 0 （0）       | 0 （0）       | 0.1 （0.04）  | 8.1 （3.19）  | 32.2 （12.68） |
| 日照時間（時）                                                            | 88.3                                                                      | 110.3                                                                     | 156.3                                                                     | 185.4         | 229.1         | 256.2         | 276.2         | 241.3         | 188.0         | 148.4         | 83.6          | 74.7           |
| 観測地：トロント市街地 データ： カナダ環境省 データ期間：1971年から2000年 | 観測地：トロント市街地 データ： カナダ環境省 データ期間：1971年から2000年 | 観測地：トロント市街地 データ： カナダ環境省 データ期間：1971年から2000年 | 観測地：トロント市街地 データ： カナダ環境省 データ期間：1971年から2000年 | 年平均        | 年平均        | 気温          | 気温          | 気温          | 降水量        | 降水量        | 降水量        | 日照           |
| 観測地：トロント市街地 データ： カナダ環境省 データ期間：1971年から2000年 | 観測地：トロント市街地 データ： カナダ環境省 データ期間：1971年から2000年 | 観測地：トロント市街地 データ： カナダ環境省 データ期間：1971年から2000年 | 観測地：トロント市街地 データ： カナダ環境省 データ期間：1971年から2000年 | 年平均        | 年平均        | 高            | 中            | 低            | 合計          | 雨            | 雪            | 日照           |
| 観測地：トロント市街地 データ： カナダ環境省 データ期間：1971年から2000年 | 観測地：トロント市街地 データ： カナダ環境省 データ期間：1971年から2000年 | 観測地：トロント市街地 データ： カナダ環境省 データ期間：1971年から2000年 | 観測地：トロント市街地 データ： カナダ環境省 データ期間：1971年から2000年 | 年平均        | 年平均        | ℃ (°F)        | ℃ (°F)        | ℃ (°F)        | mm (in)       | mm (in)       | cm (in)       | 時間           |
| 観測地：トロント市街地 データ： カナダ環境省 データ期間：1971年から2000年 | 観測地：トロント市街地 データ： カナダ環境省 データ期間：1971年から2000年 | 観測地：トロント市街地 データ： カナダ環境省 データ期間：1971年から2000年 | 観測地：トロント市街地 データ： カナダ環境省 データ期間：1971年から2000年 | 年平均        | 年平均        | 12.7 (55)     | 9.2 (49)      | 5.6 (42)      | 834 (32.83)   | 709.8 (27.94) | 133.1 (52.4)  | 2037.6         |